# Lars Børgesen
Lars Børgesen (ur. 6 marca 1954 w Aarhus) – duński pływak, olimpijczyk z Monachium.
Na olimpiadzie w Monachium wziął udział w wyścigach na 100 i 200 metrów stylem grzbietowym, jednak dwukrotnie odpadał w eliminacjach.